# Apolinário de Almeida
Pour les articles homonymes, voir de Almeida.
Apolinário de Almeida, né le 22 juillet 1587 à Lisbonne, au Portugal et mort (pendu) le 15 juillet 1638 au Lac Tana, en Éthiopie, est un prêtre jésuite portugais missionnaire et évêque-patriarche en Éthiopie. Mort pour la foi chrétienne, son procès en beatification fut ouvert en 1902. 

## Biographie
Entré dans la Compagnie de Jésus à l'âge de 14 ans après avoir été éduqué dans un collège jésuite, Apolinario fait des études de philosophie et théologie à Évora et à Coimbra avant de devenir professeur de philosophie au collège jésuite de Santo António et plus tard d'enseigner les Saintes Écritures à l'Université d'Évora. 
En 1624, alors qu'il a déjà trente-sept ans, Philippe III du Portugal demande au Pape de le choisir comme successeur d'Afonso Mendes, patriarche latin d'Éthiopie. Au départ réticent il finit par accepter cette charge.
Ordonné évêque en 1628 à Évora il prend la mer et rejoint dans un premier temps Goa où il arrive en octobre 1629. Il reprend la mer l'année suivante et arrive le 20 août 1630 sur l'île de Massaoua (port d'entrée en Ethiopie) en attendant de pouvoir être introduit à la cour de l'Empereur (Négus) Susenyos. Celui-ci le reçoit le 16 décembre 1630. Le Négus converti à la foi catholique par le père Pedro Paez en 1622 se montre favorable aux jésuites. Avec les terres recues les jésuites ont créé un séminaire en vue de la formation d'un clergé catholique local. 
En juillet 1632, Susenyos abdique en faveur de son fils, Fasilades. Fasilades ne se montre pas aussi favorable que son père aux missionnaires catholiques. Après la mort de son père la même année, Fasiladas décide de récupérer les propriétés et maisons que son père avait octroyées aux jésuites. Utilisant le prétexte d'une attaque portugaise sur Mombasa, il décide que les missionnaires qui ont établi leur quartier général à Fremona soient expulsés vers Goa.
Apolinário de Almeida et six autres missionnaires alors membres de cette mission décident de rester dans le pays malgré l'ordre d'expulsion, refusant d'abandonner la petite communauté catholique du pays. Ils entrent dans la clandestinité et s'établissent dans le désert de Defalo tout près de la mer Rouge. Finalement dénoncés Apolinário de Almeida et les autres missionnaires furent arrêtés et emprisonnés dans un monastère près du lac Tana. Ils y restèrent emprisonnés près d'une année avant d'être finalement emmenés à Oinadega et être pendus.
Avec les cinq autres jésuites martyrisés en Éthiopie, sa cause en béatification a été introduite à Rome en 1902.